# بيلي هوتون
بيلي هوتون (بالإنجليزية: Billy Houghton)‏ (20 فبراير 1939 في المملكة المتحدة - ) هو لاعب كرة قدم بريطاني في مركز الدفاع. لعب مع إيبسويتش تاون وليستر سيتي ونادي بارنسلي ونادي روذرهام يونايتد ونادي واتفورد.

## وصلات خارجية
- بيلي هوتون على موقع قاعدة بيانات كرة القدم.إي يو (الإنجليزية)